# Mytikas (ort i Grekland)
Mytikas är en ort i Grekland.   Den ligger i prefekturen Nomós Evvoías och regionen Grekiska fastlandet, i den östra delen av landet, 50 km norr om huvudstaden Aten. Mytikas ligger 21 meter över havet och antalet invånare är 1 808. Den ligger på ön Euboia.
Terrängen runt Mytikas är platt åt sydväst, men åt nordost är den kuperad. Havet är nära Mytikas söderut.  Närmaste större samhälle är Chalkída, 4,9 km väster om Mytikas. 